# Luci Furi Fil (pretor)
Luci Furi Fil (en llatí Lucius Furius Philus), va ser un magistrat romà del segle ii aC. Era probablement germà del pretor del 174 aC Publius Furius Philus. Formava part de la gens Fúria, una gens romana d'origen patrici de gran antiguitat.
Va ser pretor l'any 171 aC amb el govern de l'illa de Sardenya com la seva província. Formava part del col·legi dels pontífexs i va morir el 170 aC.